# Джеффрис, Тони
То́ни Дэ́вид Дже́ффрис (англ. Tony David Jeffries; род. 2 марта 1985, Сандерленд) — британский боксёр, представитель полутяжёлой весовой категории. Выступал за сборные Англии и Великобритании по боксу во второй половине 2000-х годов, бронзовый призёр летних Олимпийских игр в Пекине, победитель турниров национального и международного значения. В период 2009—2012 годов боксировал на профессиональном уровне. Также известен как тренер по боксу.

## Биография
Тони Джеффрис родился 2 марта 1985 года в Сандерленде, графство Тайн-энд-Уир. Активно заниматься боксом начал в возрасте десяти лет под впечатлением от своего дяди Уильяма Янга Брайса, бывшего профессионального боксёра.

### Любительская карьера
Присоединившись к сандерлендскому клубу любительского бокса, в 1999 году выиграл чемпионат среди школьников, а в 2001 году одержал победу на юниорском чемпионате Европы.
Первого серьёзного успеха на взрослом международном уровне добился в сезоне 2004 года, когда вошёл в основной состав английской национальной сборной и выиграл бронзовую медаль на чемпионате Европейского Союза в Мадриде. Год спустя стал серебряным призёром на чемпионате Содружества в Глазго и получил бронзу на чемпионате Евросоюза в Кальяри. В этот период успешно боксировал на различных менее престижных европейских турнирах, в частности был финалистом турнира GeeBee в Финляндии, турнира «Странджа» в Болгарии, турнира Альгирдаса Шоцикаса в Литве.
В 2006 году побывал на Играх Федерации Содружества наций, где дошёл до четвертьфинала и был остановлен шотландцем Кенни Андерсоном.
Боксировал на чемпионате мира в Чикаго, победил здесь американца Кристофера Даунса и представителя Белоруссии Рамазана Магомедова, однако в четвертьфинале потерпел поражение от казаха Еркебулана Шыналиева.
Благодаря череде удачных выступлений удостоился права защищать честь страны на летних Олимпийских играх 2008 года в Пекине. В весовой категории до 81 кг благополучно прошёл колумбийца Элейдера Альвареса и венгра Имре Селлё. На стадии полуфиналов встретился с ирландцем Кеннетом Иганом и уступил ему со счётом 3:10, получив бронзовую олимпийскую медаль. Будучи первым боксёром в истории графства Тайн-энд-Уир, побывавшим на Олимпиаде, торжественно продемонстрировал выигранную медаль на Стэдиум оф Лайт.
После нескольких невыплаченных бонусов от Любительской боксёрской ассоциации Англии решил уйти из олимпийского бокса и в ноябре 2008 года в перерыве футбольного матча между «Сандерлендом» и «Болтон Уондерерс» подписал свой первый профессиональный контракт.

### Профессиональная карьера
В начале 2009 года Тони Джеффрис успешно дебютировал на профессиональном уровне и в течение полутора лет одержал несколько уверенных побед. В июле 2010 года один из его поединков завершился ничьей — он думал, что бой шестираундовый, но организаторами были запланированы восемь раундов, в результате на два последних раунда ему просто не хватило сил.
В 2011 году Джеффрис довёл число своих побед до девяти, однако ему пришлось прервать выступления из-за серьёзных проблем с руками. Проведённые хирургические операции не помогали, и в сентябре 2012 года на своей странице в Facebook ему пришлось объявить об окончательном завершении спортивной карьеры.

### Тренерская карьера
Покинув профессиональный бокс, в течение нескольких последующих лет Джеффрис занимался лечением рук — для этого он даже переехал в США и обратился в клинику в Лос-Анджелесе, но полностью излечиться ему так и не удалось. Впоследствии работал тренером по боксу в Санта-Монике, а позже вместе с ещё одним тренером основал здесь собственный боксёрский зал Box 'N Burn, который оказался довольно популярным, в частности некоторое время здесь тренировался известный актёр Микки Рурк.
Джеффрис являлся личным тренером американского бойца Брендана Шауба, в частности секундировал его в боях против Мэтта Митриона, Трэвиса Брауна и Андрея Орловского.